# Непокора (фільм)
«Непокора» (англ. Disobedience) — романтична драма 2017 року, знята Себастьяном Леліо за однойменним романом англійської письменниці Наомі Олдерман.

## Сюжет
Роніт Крушка, нью-йоркський фотограф, через смерть батька повертається в лондонську громаду ортодоксальних юдеїв. Вона залишається в будинку Довида, якого виховував з 13 років тато Роніт, рабин Крушка. Довид створив сім'ю зі спільною подругою гості Есті.
Роніт навідує дядька Мошу, щоб той допоміг з продажем будинку. Але за заповітом батька нерухомість залишається синагозі. Отримавши ключі, вона повертається в рідний дім за особистими речами. Роніт зустрічає Есті. Вони починають цілуватися, проте Есті зупиняє це. Їхній поцілунок ввечері на вулиці помічають. Про це дізнається і Довид. Дружина зізнається, що хоче свободи.
На траурній церемонії стурбований Довид не може закінчити промову панегірику. Він звертається до Есті та говорить, що вона — вільна. Наступного дня Роніт покидає будинок. Подруга наздоганяє кеб, жінки цілуються.

## У ролях
| Актор             | Роль           |
| ----------------- | -------------- |
| Рейчел Вайс       | Роніт Крушка   |
| Рейчел Мак-Адамс  | Есті Куперман  |
| Алессандро Нівола | Довід Куперман |
| Антон Лессер      | Рав Крушка     |
| Ніколас Вудсон    | рабин Голдфарб |
| Берніс Стеджерс   | Фрума Хартог   |
| Алексіс Зегерман  | Рівка          |

## Створення фільму

### Виробництво
Зйомки фільму проходили в Лондоні, Велика Британія.

### Знімальна група
- Кінорежисер — Себастьян Леліо
- Сценаристи — Себастьян Леліо, Ребекка Ленкевич
- Кінопродюсери — Фріда Торресбланко, Рейчел Вайс, Ед Гіні
- Композитор — Меттью Герберт
- Кінооператор — Денні Коен
- Кіномонтаж — Натан Нюгент
- Художник-постановник — Сара Фінлі
- Артдиректор — Хімена Азула, Боббі Казінс
- Художник з костюмів — Оділ Дікс-Міро
- Підбір акторів — Ніна Голд[2]

## Сприйняття

### Критика
Фільм отримав схвальні відгуки. На сайті Rotten Tomatoes оцінка стрічки становить 84 % на основі 126 відгуків від критиків (середня оцінка 7,3/10) і 79 % від глядачів із середньою оцінкою 4,0/5 (1 979 голосів). Фільму зарахований «свіжий помідор» від кінокритиків та «попкорн» від глядачів, Internet Movie Database — 6,7/10 (7 339 голосів), Metacritic — 74/100 (36 відгуків критиків) і 7,5/10 (31 відгук від глядачів).

### Номінації та нагороди
| Нагороди та номінації фільму «Непокора» | Нагороди та номінації фільму «Непокора» | Нагороди та номінації фільму «Непокора» | Нагороди та номінації фільму «Непокора» | Нагороди та номінації фільму «Непокора» | Нагороди та номінації фільму «Непокора» |
| Рік                                     | Кінофестиваль/кінопремія                | Категорія/нагорода                      | Номінант                                | Результат                               |                                         |
| --------------------------------------- | --------------------------------------- | --------------------------------------- | --------------------------------------- | --------------------------------------- | --------------------------------------- |
| 2018                                    | Міжнародний кінофестиваль у Гвадалахарі | Найкращий фільм                         | Себастьян Леліо                         | Номінація                               |                                         |
| 2018                                    | Гетеборзький кінофестиваль              | Міжнародне змагання                     | Себастьян Леліо                         | Номінація                               |                                         |